# Simaba glabra
Simaba glabra là một loài thực vật có hoa trong họ Thanh thất. Loài này được Engl. miêu tả khoa học đầu tiên năm 1874.